# Kim von Weissenberg
Kim Johan Alexander von Weissenberg, född 25 maj 1941 i Tammerfors, är en finländsk skogsvetare.
Efter studier i Helsingfors och doktorandforskning 1969–1971 vid North Carolina State University arbetade von Weissenberg 1972–1984 som forskare vid Skogsforskningsinstitutet. Han utnämndes 1984 till biträdande professor i skogspatologi vid Joensuu universitet, där han var prodekanus och dekanus för forstvetenskapliga fakulteten 1988–1991. Han blev 1994 professor i skogspatologi vid Helsingfors universitet och verkade som dekanus för agrikultur-forstvetenskapliga fakulteten 1998–2003. Hans forskning gäller skogliga ekosystem och patogener, särskilt den svamp som förorsakar knäckesjuka hos tall.